# وسام العمل الشجاع في الحرب الوطنية العظمى 1941-1945
وسام العمل الشجاع في الحرب الوطنية العظمى 1941-1945 (بالروسية: медаль «За доблестный труд в Великой Отечественной войне 1941–1945 гг.»)‏ وهي جائزة العمل المدني في الحرب العالمية الثانية من الاتحاد السوفيتي والتي تأسست في 6 يونيو 1945 بموجب مرسوم صادر عن هيئة رئاسة مجلس السوفيات الأعلى لاتحاد الجمهوريات الاشتراكية السوفياتية للاعتراف بالعمل الشجاع وغير الأناني للمواطنين السوفييت في انتصار الاتحاد السوفيتي على ألمانيا النازية في الحرب الوطنية العظمى، تم تعديل نظامها الأساسي في وقت لاحق بموجب مرسوم صادر عن هيئة رئاسة مجلس السوفيات الأعلى لاتحاد الجمهوريات الاشتراكية السوفياتية في 18 يوليو 1980.

## النظام الأساسي

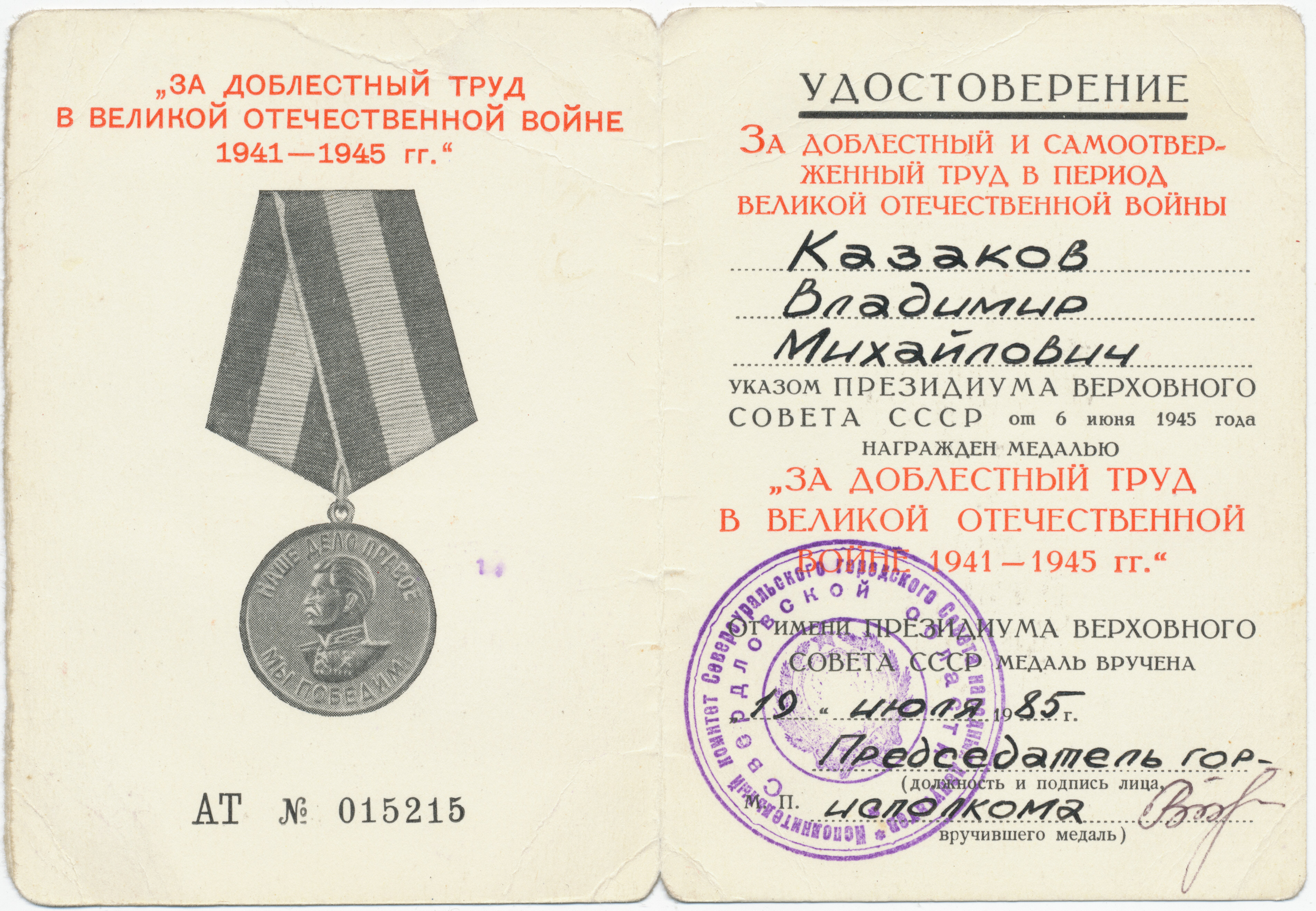
شهادة منح الوسام (النسخة "السوفيتية")

يتم منحه للأعمال التي حدثت في زمن الحرب خلال عام أو ستة أشهر هم:
- العمال والموظفون الفنيون وموظفو الصناعة والنقل؛
- المزارعين والمتخصصين الزراعيين.
- العاملين في العلوم والتكنولوجيا والفنون والآداب؛
- موظفو الاتحاد السوفيتي والحزب والنقابات والمنظمات المدنية الأخرى.[1]

قدمت اللجان التنفيذية لسوفييتات المدن والمناطق عرضا لمنحها الوسام على أساس الوثائق الصادرة عن رؤساء الشركات والمؤسسات والأحزاب والحكومة والنقابات العمالية والمنظمات المدنية الأخرى. تمت مراجعة القوائم المقدمة لمنح الميدالية والموافقة عليها:
- لعمال المؤسسات الصناعية والنقل والمزارع - مفوضي الشعب المعنيون في الاتحاد ومفوضي الشعب الجمهوري؛
- لعمال المزارع الجماعية والتعاونيات وحزب العمال والسوفييت والنقابات والمنظمات العامة الأخرى - رئيس هيئة رئاسة السوفييتات العليا للاتحاد (غير مقسمة إلى مناطق)، والجمهوريات المتمتعة بالحكم الذاتي، ورؤساء السلطة التنفيذية لجان السوفييتات الإقليمية والإقليمية؛
- لعمال العلوم والتكنولوجيا والفنون والأدب - رؤساء اللجان التابعة لـ SNK ورؤساء الأقسام التابعة لاتحاد الحزب الشيوعي الصيني والجمهوريات المستقلة، ورئيس هيئة رئاسة اتحاد الكتاب السوفيت.[2]

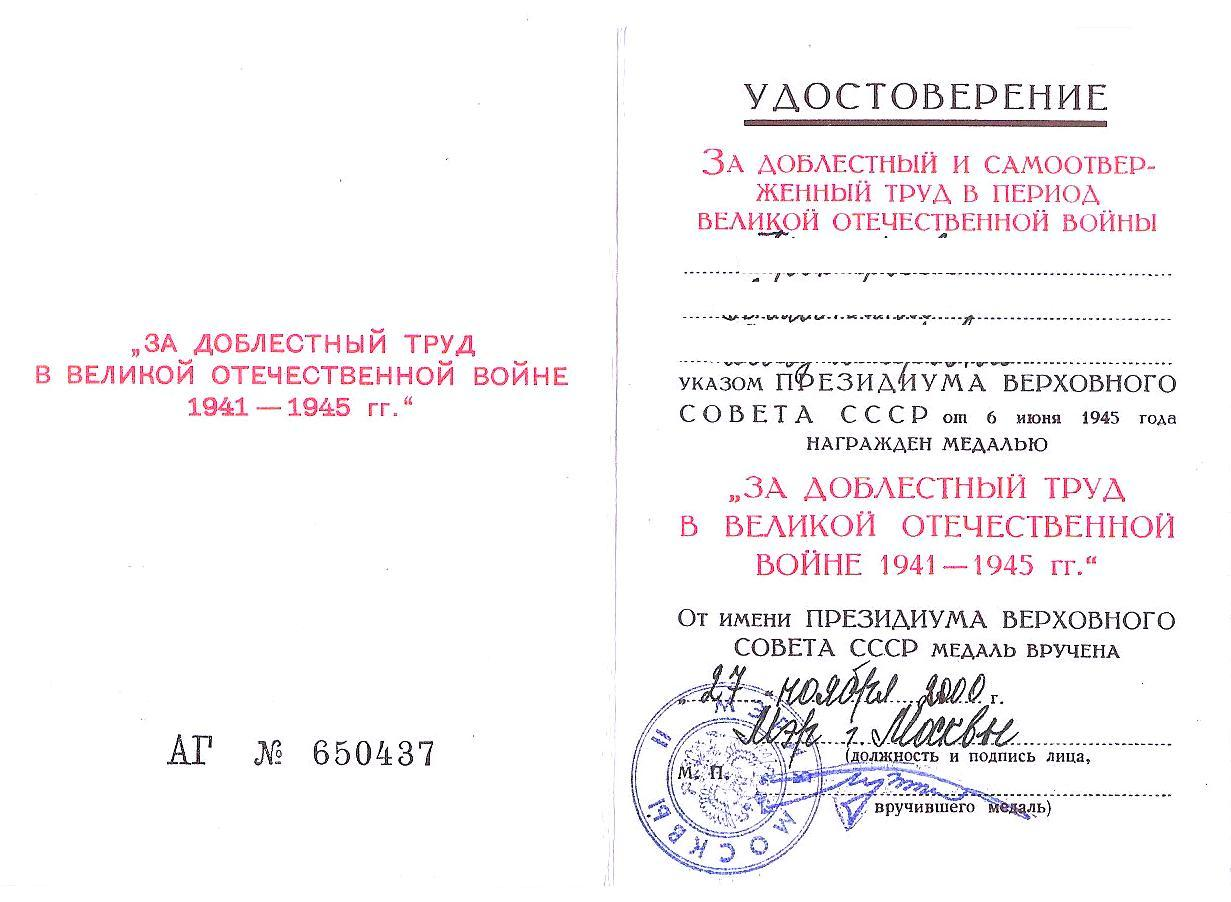
شهادة منح وسام "للعمل الشجاع في الحرب الوطنية العظمى 1941-1945"

وأيضًا تم منحه نيابة عن هيئة رئاسة مجلس السوفيات الأعلى من قبل اللجان التنفيذية للسوفييتات الإقليمية والمقاطعات والمدن في منطقة إقامة المستلم.

## الحاصلين على الوسام
- قسطنطين تشيرنينكو
- مستيسلاف روستروبوفيتش
- ألكسندر بروخروف
- بافيل بلياييف
- آرام خاتشاتوريان
- فيتالي غينزبورغ
- تيخون خرينكوف
- فالونتين غلوشكو
- أولغا بيرغولتس
- ألكسندر بوجوموليتس
- نيكولاي أنينكوف
- نيكولاي بوردنكو
- أوليج ستريزينوف
- جورجي فاسيليف
- الكسندر بوسكريبيشيف
- الكسندر سيرافيموفيتش
- نيكولاي فاسيليفيتش بيلوف
- سيرغي أفاناسييف
- فلاديمير زيلدين
- سونا أخوندوفا باجيربيكوفا
- فالنتينا جالاكتيونوفنا موروزوفا [3]
- غالينا شاتالوفا [4]
- يكاترينا الكسندروفنا أنكينوفيتش
- ليديا فاسيكوفا
- كاسيمالي جانتوشيف

## روابط خارجية
- المكتبة القانونية لاتحاد الجمهوريات الاشتراكية السوفياتية